# Этрусский язык
Этру́сский язы́к — вымерший язык, на котором в древности говорили этруски на севере современной Италии. Происхождение этрусского языка не установлено; если не считать его возможное родство с двумя другими мёртвыми языками — ретским и лемносским (предположительно идентичными реконструируемому пеласгскому), он считается языком-изолятом и не имеет признанных наукой родственников. Учитывая немногочисленность известных этрусских слов и лишь ограниченное знание этрусской грамматики, все эти предположения в очень большой степени являются лишь умозрительными.
Этрусский язык является субстратом для развившихся из латыни тосканского, части срединных, неаполитанских и эмилиано-романьольских диалектов.
За последние 100 лет достигнут некоторый прогресс в изучении этрусского языка: идентифицированы многие грамматические формы, с той или иной степенью надёжности установлены значения нескольких сотен слов, истолкована большая часть надписей. Тем не менее об окончательной дешифровке говорить ещё слишком рано.
Исследователи с той или иной степенью уверенности говорят о существовании родственников этрусского языка в тот же исторический период:
- язык Лемносской стелы VI—V веков до н. э. (предположительно, язык пеласгов, согласно Геродоту, живших на острове в указанный период);
- ретский язык (многочисленные краткие памятники из Северной Италии V—II веков до н. э.).

С меньшей вероятностью в качестве родственных рассматривались (но не признаны большинством исследователей):
- этеокипрский язык (язык догреческого населения острова Кипр) — надписи выполнены так называемым кипрским письмом (имеются тексты с параллельным греческим переводом);
- камунский язык.

Крупнейший вклад в изучение этрусского языка внесли исследователи Италии, Австрии и Германии — прежде всего, А. Тромбетти, М. Паллоттино, А. Пфиффиг, Х. Рикс и др. В СССР наибольшую известность получили А. И. Немировский, А. И. Харсекин и А. М. Кондратов.

## Распространение
Этрусский язык впервые засвидетельствован надписями VIII века до н. э. на северо-западе Италии. Позднее этрусский язык постепенно распространился на восток почти до Альп и продолжал существовать на этой территории под римским владычеством.
Встречаются этрусские надписи и за пределами Этрурии. Наиболее удалённый пример обнаружен в Галлии (свинцовая табличка из Пек-Мало):
1. ve[n]elus. ṣạịs. -[-?-]
2. zeke. kisne{e}. hekiu[-?-]
3. veneluz. ka. utavum [-?-]
4. {h}eitva. kiven. mis[-?-]
5. mataliai. melẹ[-?-]
6. (VACAT) zik. hinu. tuzụ[

## Связи с другими языками

### Тирренская семья
Родственными этрусскому языку, вероятно, являются лемносский язык (о. Лемнос) и ретский язык (восточные Альпы). Х. Рикс объединял эти языки в тирренскую семью. В рамках этой гипотетической семьи лемносский отличается от этрусского только некоторыми диалектными особенностями, тогда как ретский имеет значительные отличия, и вопрос о его взаимопонятности с этрусским в период Римской республики остаётся открытым. Тирсенская языковая семья Рикса получила широкое признание среди учёных. Общие черты между этрусским, ретским и лемносским языками были обнаружены в морфологии, фонологии и синтаксисе, но задокументировано лишь несколько лексических соответствий из-за скудного количества ретских и лемносских текстов. Тирренская семья часто считается палеоевропейской, то есть предшествующей появлению индоевропейских языков в Южной Европе. Некоторые учёные полагают, что лемносский язык мог появиться недалеко от Эгейского моря в эпоху поздней бронзы, когда микенские правители набирали группы наёмников из Сицилии, Сардинии и различных частей Апеннинского полуострова. Такие учёные, как Норберт Эттингер, Мишель Гра и Карло Де Симоне, считают, что лемносский язык является свидетельством этрусского торгового поселения на острове Лемнос, которое существовало до 700 г. до н. э. и не связано с «народами моря».

#### Данные палеогенетики
Археогенетический анализ этрусских индивидуумов, живших между 800 г. до н. э. и 1 г. до н. э., проведённый в 2021 году, подтолкнул к выводу, что этруски были автохтонами Северной Италии и генетически схожи с латинами раннего железного века. Следовательно, этрусский и другие языки тирренской семьи могут быть остатками языков, которые были широко распространены в Европе с неолитического периода до появления индоевропейских языков. Немецкий генетик Иоганнес Краузе также пришёл к выводу, что этрусский язык (а также баскский, палеосардинский и минойский) мог произойти в результате неолитизации Европы. Генетически этруски оказались прочно связаны с европейским кластером. Отсутствие у них примесей от населения Малой Азии и предкового компонента из неолитического Ирана может указывать на то, что наличие нескольких надписей, найденных на Лемносе на языке, родственном этрусскому, «может отражать перемещения населения с Апеннинского полуострова».

### Индоевропейские языки
Вопрос о генеалогии этрусского языка, как и тирренских языков, остаётся открытым. Гипотеза о родстве с индоевропейскими языками, популярная до середины XX века, к настоящему времени поддержкой исследователей не пользуется. Дольше других дискутировались гипотезы о родстве с палеобалканскими и анатолийскими языками, также подвергнутые критике. Несмотря на гипотетическое отсутствие родства, в этрусском отмечены заимствования из италийских языков (этр. nefts = лат. nepos «внук, потомок»), что может свидетельствовать о контактах в дописьменную эпоху.

### Языки Кавказа
А. Тромбетти отмечал структурное сходство этрусского языка с северокавказскими (нахско-дагестанскими). Отмечаются также некоторые морфологические и лексические совпадения с хуррито-урартскими языками.

### Догреческие языки Крита и Кипра
Сторонниками родства этрусского языка с догреческими языками Крита (минойским и/или пеласгским) в настоящее время являются С. Яцемирский в России и Дж. Факкетти в Италии. Т. Джонс предложил толкование одного из этеокипрских текстов (двуязычной таблички из Аматуса) на этрусском языке, однако не был поддержан другими лингвистами.

## Алфавит
Первоначально для записи этрусского языка использовался архаичный западногреческий алфавит, в который, однако, включалась не свойственная для западногреческого буква Ξ; позднее некоторые знаки, которые дублировали другие или не использовались, были исключены, а в конец алфавита был добавлен знак 𐌚 в значении [f]. В отдельных этрусских и ретских надписях применялись свои оригинальные знаки.
К 700 году до н. э. этрусский алфавит состоял из 26 букв:
| 𐌀 | 𐌁 | 𐌂 | 𐌃 | 𐌄 | 𐌅 | 𐌆 | 𐌇 | 𐌈 | 𐌉 | 𐌊 | 𐌋 | 𐌌 |
| 𐌍 | 𐌎 | 𐌏 | 𐌐 | 𐌑 | 𐌒 | 𐌓 | 𐌔 | 𐌕 | 𐌖 | 𐌗 | 𐌘 | 𐌙 |
| , |   |   |   |   |   |   |   |   |   |   |   |   |
| A | B | C | D | E | V | Z | H | Θ | I | K | L | M |
| N | Ξ | O | P | Ś | Q | R | S | T | Y | X | Φ | Ψ |

К 400 году до н. э. классический этрусский алфавит состоял из 20 букв:
| 𐌀 | 𐌂 | 𐌄 | 𐌅 | 𐌆 | 𐌇 | 𐌈 | 𐌉 | 𐌋 | 𐌌 | 𐌍 | 𐌐 | 𐌑 | 𐌓 | 𐌔 | 𐌕 | 𐌖 | 𐌘 | 𐌙 | 𐌚 |
| A | C | E | V | Z | H | Θ | I | L | M | N | P | Ś | R | S | T | U | Φ | Ψ | F |

Этот алфавит использовался до II века до н. э., пока его не начал заменять латинский алфавит.

## Дешифровка
Вопрос разгадки чтения и смысла этрусских надписей до настоящего времени полностью так и не решён. Этрусские надписи были непонятны уже римлянам, у которых существовала пословица «etruscum non legitur» («этрусское не читается»). Этрусский алфавит произошёл от греческого, что облегчает дешифровку надписей. Для их дешифровки используется сочетание различных методов: например, на гравированных бронзовых зеркалах изображены сцены из греческой мифологии с этрусскими подписями к ним, что позволяет понять их значение. Во многих кратких надписях (прежде всего, надгробных) повторяются одни и те же слова, и так, путём анализа и сравнения, удалось разгадать значение многих этрусских слов. Тем не менее более длинные письмена, как например текст на пеленах мумии греко-римского периода, найденной в Александрии и хранящейся в Загребском археологическом музее (содержит примерно 1200 доступных для прочтения слов), до сих пор не дешифрованы.

## Корпус

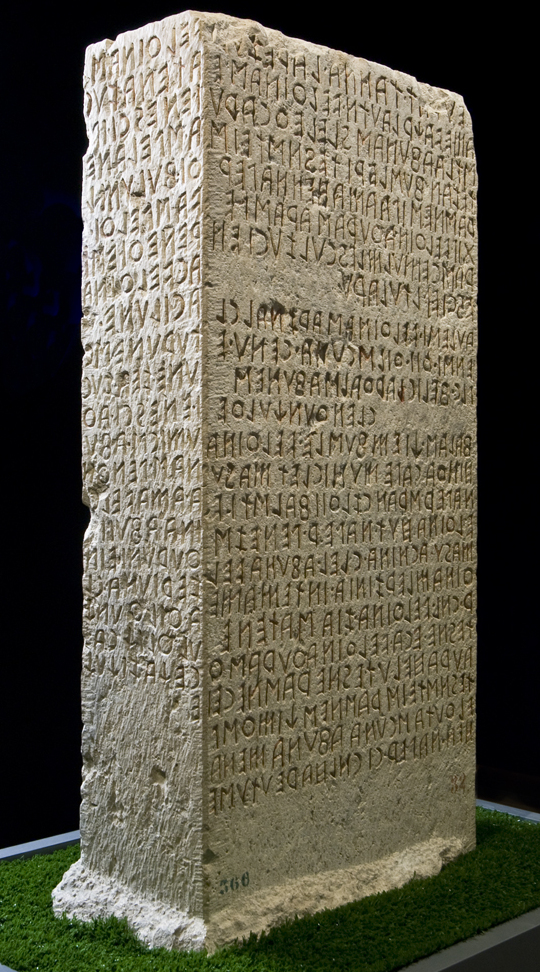
Пограничный столб из Перуджи

В настоящее время известно более 12 тыс. этрусских надписей, однако среди них очень немногие содержат более двадцати слов. В 1893 году надписи на этрусском языке начали собирать в «Corpus Inscriptionum Etruscarum». Надписи по их целевому назначению можно разделить на 5 категорий:
1. надписи-посвящения, которые, в основном, содержатся на вазах, где указано имя владельца или дарителя, например mi Larθa — «я [есть] собственность Ларта» (TLE 154), mi mamerces: artesi — «я [есть] собственность Мамеркуса Арте» (TLE 338);
2. надписи по обету, адресованные герою или алтарю, например, mini muluvanece Avile Vipiiennas — «Авл Вибенна мне подарил» (TLE 35);
3. погребальные надписи на саркофагах и гробницах, например, mi larices telaθuras suθi — «я [есть] гробница Лариса Телатура» (TLE 247);
4. надписи на стелах, посвящённые определённому человеку;
5. длинные надписи, в которых содержатся более 20 слов — наименее многочисленные; к примеру, известно лишь 8 надписей, содержащих более 40 слов:
  1. Liber Linteus («Льняная книга», ок. 250 г. до н. э.) — книга, написанная на льняном полотне, содержащая около 1200 слов, в том числе 500 разных;
  2. Табличка из Капуи (V—IV века до н. э.) содержит надпись бустрофедоном, состоящую из 62 строк и примерно 300 слов, которые возможно прочесть;
  3. Пограничный столб из Перуджи (II век до н. э.) содержит информацию о разделе двух земельных участков, содержит 46 строк и 130 слов;
  4. свинцовая лента, найденная в святилище Минервы (V в до н. э.), содержит 11 строк и 80 слов (40 из которых можно прочитать);
  5. свинцовый диск из Мальяно (V в до н. э.) содержит более 80 строк;
  6. Арибалл (VII в до н. э.) содержит 70 слов;
  7. скрижали из Пирги (V в до н. э.) — три золотые пластины, две из которых содержат 52 слова на этрусском языке;
  8. бронзовая табличка из Кортоны (III—II в до н. э.) содержит надписи о продаже земельной собственности, выгравированные с двух сторон (32 строки с одной, 8 — с другой).

## Лингвистические черты

### Фонетика

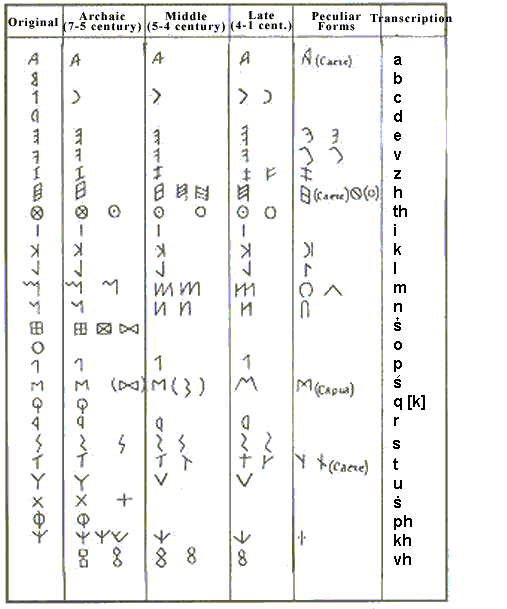
Эволюция этрусского алфавита

Латинская транслитерация этрусских слов передаёт много оттенков, которые никак не отражались в этрусских надписях. Так, на письме этруски не различали звонкие и глухие согласные, опускали краткие гласные (лат. Subura — этр. spur, лат. Caere — этр. cisre, лат. Minerva — этр. menrva и т. д.).
На письме различались 4 гласных: a, e, i, u (эта особенность свойственна и другим тирренским языкам).
В этрусском языке имелась богатая система сибилянтов.
| Фонетическая система этрусского языка | Фонетическая система этрусского языка |
| ------------------------------------- | ------------------------------------- |
| губные                                | p, ph, f                              |
| зубные                                | t, th, s, ś, z (ts)                   |
| палатальные                           | k, ch, h                              |
| сонорные                              | r, l, m, n, i (j), v/u                |
| гласные                               | i, e, a, u                            |
| дифтонги                              | ai, ei, ui, au/av, eu, uv             |

### Морфология
Словообразование и словоизменение этрусского языка — исключительно суффиксальное (префиксы не отмечены). Этрусский — агглютинирующий язык с сильно выраженной тенденцией к флективности.

#### Имя
Существительное и прилагательное склоняются по общей парадигме:
- номинатив-аккузатив (абсолютив): нет показателя
- генитив I: -s ; генитив II: -(a)l[30];
- локатив: -i;
- аблатив I: -is ; аблатив II: -(a)ls (в некоторых публикациях называется «двойной генитив»);
- посессив I: -si ; посессив II: -(a)le;
- множественное число: -r (одуш.) ; -χva (неодуш.);
- генитив множ. числа: -ra-s (одуш.) ; -χva-l (неодуш.);
- посессив множ. числа: ra-si (одуш.) ; -χva-le (неодуш.);
- совместный падеж (или союз): «и» (аналог латинского …que) — -c (добавляется после всех прочих морфологических показателей).

Прилагательные, производные от существительных, имеют показатель -na.

#### Глагол
Глагольные суффиксы:
- настоящее время: -u
- прошедшее, актив: -ce
- прошедшее, пассив: -χe
- долженствование: -(e)ri
- инъюнктив: -e
- конъюнктив: -a
- императив: нет показателя (по мнению А. И. Немировского, показатель — -θ)
- актив. прич. наст. вр.: -as(a); -u; -θ
- актив. прич. прош. вр.: -θas(a); -nas(a)
- пассив. прич. (а также прич. от непереход. глаг.) прош. вр.: -u; -icu; -iχu

Глагол-связка «быть» в настоящем времени опускался; известны его формы прошедшего времени: amuce, amce, ame

#### Частицы
Отрицательная частица надёжно не идентифицирована. По мнению А. Моранди, отрицательно-запретительной является частица ei.
Предлоги и послелоги не идентифицированы; предполагается, что их роль выполняли падежные показатели, а также описательные фразеологизмы. Ввиду этой особенности этрусского языка его синтаксис довольно беден.
Из союзов надёжно идентифицирован с («и»), присоединяемый к слову после всех остальных морфем.

#### Числительные
Благодаря обнаруженным игровым кубикам и многочисленным надгробным надписям система числительных этрусского языка в целом восстановлена, хотя продолжаются дискуссии о значении некоторых числительных.

##### Знаки цифр
| Символы этрусских числительных | Символы этрусских числительных | Символы этрусских числительных  |
| Десятичная система             | Этрусское название             | Символ *                        |
| ------------------------------ | ------------------------------ | ------------------------------- |
| 1                              | θu                             | I                               |
| 5                              | maχ                            | Λ                               |
| 10                             | šar (??)                       | X                               |
| 50                             | muvalχ                         | 𐌣                               |
| 100                            | ?                              | C , 𐌟                           |
| 500                            | ?                              | (круг, внутри которого 5 точек) |
| 1000                           | ?                              | (дуга, внутри которой 3 точки)  |

##### Слова-числительные
|  |  |  | 1 — θu 2 — zal, es(a)l 3 — ci 4/6 — ša 5 — max 6/4 — huθ 7 — semph (?) 8 — cezp (?) 9 — nurph (?) 10 — šar (??) | 14/16 — huθzar 17 — ciem zaθrum 18 — eslem zaθrum 19 — θunem zaθrum 20 — zaθrum 27 — ciem cealch 28 — eslem cealch 29 — θunem cealch 30 — cialch (cealch) 40 — šealch | 50 — muvalch (*machalch) 60 — *huθalch 70 — semphalch (?) 80 — cezpalch (?) 90 — *nurphalch (?) 100 — ? 1000 — ? |

Примечания
Однозначно определены только числительные 1, 2, 3, 5, а также производные от них. До настоящего времени ведутся дискуссии по поводу пары 4-6 (ša-huθ или наоборот), а также группы 7-8-9 (semph-cezp-nurph или иной порядок тех же числительных).
Ж. Адас-Лебель толкует слово snuiaph как архаичную форму semph, другие исследователи более осторожно толкуют это слово просто как числительное или предлагают другие числительные. Он также полагает, что последовательности 7-8-9 соответствовали cezp, nurph, semph, а числительному 100 соответствовало слово 'śran (если даже значение неверно, в любом случае слово определяется как числительное).
Многоразрядные числительные, оканчивающиеся на «семь», «восемь», «девять», обозначались как целое число десятков минус 1, 2 или 3 (с помощью суффикса -em, означавшего «без» или «минус»). Так, 27 выражалось как ciem cialx, букв.: «без трёх 30»; 19 — как θunem zaθrum, букв.: «без одного 20», и т. п. Отсюда особенность римских цифр, заимствованная у этрусков, когда меньшее числительное перед большим вычитается из него (например, XIX — 19).

### Синтаксис
Обычный порядок слов — SOV. Этрусские предложения, даже в длинных текстах, обычно краткие; в целом этрусский язык не был приспособлен к образованию сложносочинённых и сложноподчинённых предложений (см. Частицы).

### Лексика
В латинский язык вошёл ряд слов этрусского происхождения: haruspex («предсказатель по внутренностям животных»), balteus («перевязь для меча»), mantissa («доход»), histrio («актёр»), persona («маска актёра»), lanista («хозяин школы гладиаторов»). К числу заимствований также относятся некоторые топонимы. Варрон (I век до н. э.) в своём трактате «О латинском языке» (De lingua Latina) пишет: «Тибр — этрусская река… Никакой латинской этимологии».
В этрусском языке отмечены латинские и греческие заимствования.
О лексических совпадениях с хаттским языком см. в статье хаттский язык.

#### Календарь
Известны названия восьми месяцев священного календаря этрусков:
- uelcitanus (лат.) «март»;
- aberas (лат.) «апрель», apirase «в месяце апреле»;
- ampiles (лат.) «май», anpilie «в месяце мае»;
- aclus (лат.) «июнь», acal(v)e «в месяце июне»;
- traneus (лат.) «июль»;
- ermius (лат.) «август»;
- celius (лат.) «сентябрь», celi «в месяце сентябре»;
- xof(f)er (?) (лат.) «октябрь».

## Исследователи
Об археологах и историках см. в статье Этрускология
- Немецкоязычные страны: Вильгельм Пауль Корссен, Карл Отфрид Мюллер, В. Дик, Густав Гербиг, Эмиль Феттер, Ева Физель, Отто-Вильгельм фон Вакано, Амброс Йозеф Пфиффиг, Пауль Пфистер, Карло де Симоне, Хельмут Рикс; современные: Фридхельм Прайон, Штефан Штайнгребер, Дирк Штойернагель, Корнелия Вебер-Леманн, Эрика Симон, Норберт Эттингер
- Бельгия: Франц де Рюйт
- Нидерланды: Роберт Беекес, Ламмерт Бауке ван дер Меер
- Франция: Адольф Ноэл де Вергер, Жак Хергон, Раймонд Блох, Жан Хадас-Лебель
- Великобритания: Сибилла Хейнс
- Испания: Игнасио-Хавьер Адьего
- Италия: Лучана Айгнер-Форести, Луиза Банти, Джакомо Девот, Перикл Дукати, Алессандро Франсуа, Массимо Паллоттино, Альфредо Тромбетти, Мауро Кристофани, Адольфо Дзаварони, Массимо Питтау, Карло Де Симоне, Лучано Агостиниани.
- Скандинавия: Альф Торп, O. A. Даниэльсон, Сёрен Петер Кортсен
- Россия и Советский Союз: Альберт Бекштрем, А. И. Харсекин, А. М. Кондратов, Е. В. Мавлеев; современные: Е. Д. Савенкова, С. А. Яцемирский.

### Общие
- Этрускология и тирренские языки
- Etruscan News Online, the Newsletter of the American Section of the Institute for Etruscan and Italic Studies.
- The Etruscan Texts Project A searchable database of Etruscan texts.
- Etruscan News back issues, Center for Ancient Studies at New York University.
- Etruscology at Its Best, the website of Dr. Dieter H. Steinbauer, in English. Covers origins, vocabulary, grammar and place names.
- Viteliu: The Languages of Ancient Italy at web.archive.org.
- The Etruscan Language, the linguistlist.org site. Links to many other Etruscan language sites.
- Etruscans on the Web.
- R. Beekes. The Origin of the Etruscans

### Дешифровка
- ETP: Etruscan Texts Project A searchable database of Etruscan texts.
- Etruscan Inscriptions in the Royal Ontario Museum, article by Rex Wallace displayed at the umass.edu site.
- Etrusco ¿una lengua úgrica?

### Лексика
- An Etruscan Vocabulary at web.archive.org. A short, one-page glossary with numerals as well.
- The Languages of Ancient Italy
- Etruscan Vocabulary, a vocabulary organized by topic at etruskisch.de, in English.